# Elfrid Dürango
Fredrik Elfrid Dürango, född 18 januari 1870 i Piteå, död 3 augusti 1935 i Ljungby, var en svensk redaktör.
Han var son handlanden Lars Fredrik Dürango och Christina Charlotta Hägglund. Efternamnet Dürango lär ha antagits av fadern efter ett fartyg som tillfälligtvis besökt hamnen i Luleå. Sin bakgrund hade Dürango i norrbottnisk frikyrkorörelse. Han var elev vid allmänna läroverket i Luleå och genomgick Svenska missionsförbundets skola i Stockholm. Han kom därefter att medarbeta i flera norrländska tidningar, som Norrbottens Nyheter, Norrbottens Tidning, Malmfältens Tidning, Nordsvenska Dagbladet, förestod Svenska Dagbladets Norrbottensredaktion i Luleå samt var redaktör för Vestmanlands Allehanda innan han i början av 1913 blev Landsbygdens redaktör efter John Kjellman. Redan efter sex månader avskedades han från redaktörskapet av tidningens ägare Carl Berglund i Gimmene, bondeförbundets (nuv. centerpartiets) initiativtagare och centralgestalt. På hösten samma år startade han istället Jorden och Folket, som 1915 blev organ för Jordbrukarnas Riksförbund. Sedermera döptes tidningen om till Vårt land och folk, där han var redaktör till år 1921. År 1921 startade han den alltjämt fem dagar i veckan utkommande Ljungbytidningen Smålänningen i Ljungby.
Dürango verkade även på det kommunala planet, framför allt i Luleå stad, Västerås stad och Ljungby stad. Han kom emellertid att viga sitt liv åt bonderörelsen som var på framväxt. Till sin läggning var han konservativ.
Han var farbror till ornitologen Sigfrid Durango. Elfrid Dürango är begravd på Skogskyrkogården i Ljungby.